# 纪尧姆·索罗

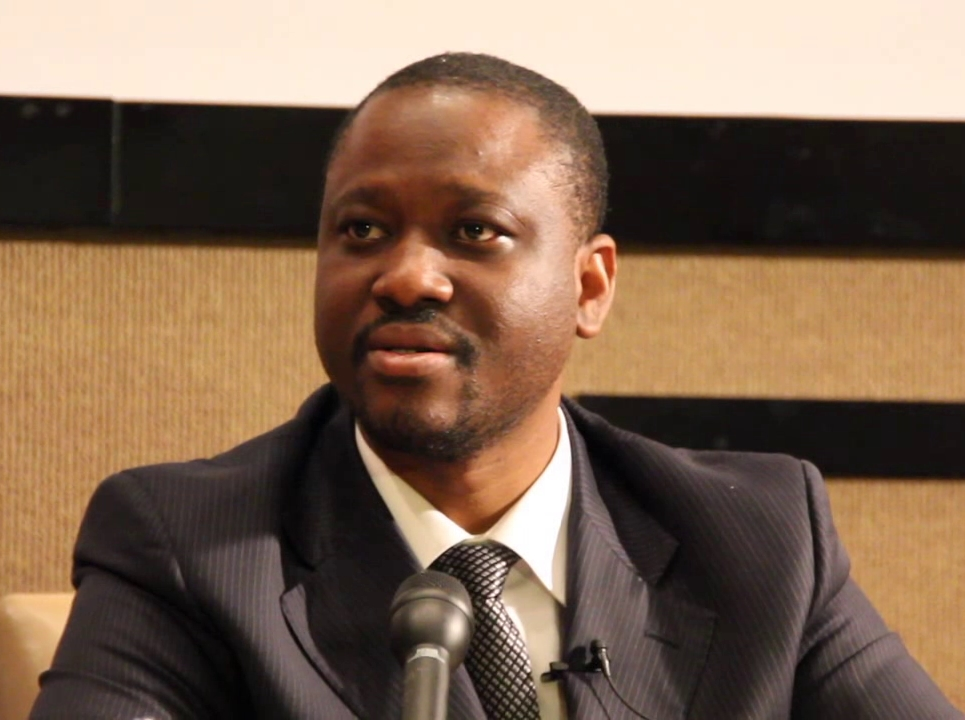

纪尧姆·基格巴福里·索罗（法語：Guillaume Kigbafori Soro；1972年5月8日—），科特迪瓦政治家、前政府反叛军首领，前科特迪瓦总理。
| 前任： 夏尔·科南·班尼 | 科特迪瓦总理 2007年－2012年 | 繼任： 吉爾貝·阿克 |